# Autobús urbano de Cáceres
El autobús urbano de Cáceres es un sistema de transporte público que conecta permanentemente los distintos barrios de la ciudad española de Cáceres. Es una red formada por ocho líneas regulares de autobús urbano que se cruzan en los alrededores del paseo de Cánovas, además de varios servicios especiales.
El sistema está operado por el Ayuntamiento de Cáceres, que lo puso en marcha en 1960, aunque no tuvo un sistema complejo de líneas hasta 1988. Ha estado siempre funcionando bajo gestión indirecta, mediante concesiones administrativas sucesivas a las empresas Augosa (1960-1988), Busursa (1988-2011) y Subús (o Subus), siendo esta última la que gestiona actualmente el servicio.

## Historia

### Augosa (1960-1988)
El origen del autobús urbano de Cáceres fue muy rudimentario, debido a la formación tardía del actual casco urbano de la ciudad. Hasta la década de 1980, Cáceres era una ciudad pequeña, aunque ya estaba en constante y rapidísimo crecimiento. El municipio acababa de superar los cuarenta mil habitantes en 1950 y los sesenta mil en torno a 1975, pero su población seguía concentrándose casi exclusivamente en el actual distrito Centro, con un ensanche relativamente fácil de recorrer a pie. Usar un autobús solamente tenía sentido si se pretendía recorrer el núcleo central de punta a punta o si se pretendía ir a una de las pocas barriadas periféricas existentes en la época, ubicadas en las zonas de Aldea Moret, El Carneril y Pinilla.
En la Posguerra, un ex guardia civil de Navas del Madroño había dejado la función pública para establecer en Cáceres una empresa de autobuses llamada "Autobuses Urbanos Gómez, SA", más conocida como "Augosa". Se trataba de una pequeña empresa familiar, cuya función en Cáceres era llevar viajeros desde la plaza del General Mola (la actual plaza mayor de la ciudad, en aquella época abierta al tráfico), hasta el lugar donde entonces estaba la estación de ferrocarril, en lo que ahora es el barrio de Los Fratres. El fundador de esta empresa fue Santiago Gómez Galán, quien llevaba la línea interurbana que unía Cáceres con Malpartida, Arroyo y Brozas; sin embargo, quien dirigía el negocio en la capital provincial era su nieto, Luis Críspulo Gómez.
En 1960, el Ayuntamiento de Cáceres otorgó a Augosa una concesión de servicio para crear las primeras líneas organizadas de autobús en la ciudad. Se formó una estructura muy rudimentaria de solamente dos líneas. La línea 1 unía los citados barrios de Pinilla y Aldea Moret, recorriendo la ciudad de norte a sur y viceversa. La línea 2 conectaba la plaza mayor con la zona de El Carneril. Las líneas usaban autobuses de fabricación nacional, de Pegaso y Avia. Los primeros autobuses cacereños eran blancos, con un zócalo publicitario azul bajo las ventanas de los pasajeros. En la década de 1980, el billete costaba entre 20 y 40 pesetas y se accedía al autobús a través de un arcaico molinete, que ralentizaba el viaje con cada subida de viajeros.
Al tratarse de una ciudad pequeña, la concesión resultaba muy poco rentable para la compañía. En 1988, la presión demográfica por la llegada de nuevos habitantes hizo surgir la primera urbanización de la zona ultraperiférica llamada Mejostilla, ubicada mucho más allá del citado barrio de Pinilla. El Ayuntamiento de Cáceres decidió repetir esta idea en todos los alrededores de la ciudad, formando una grave burbuja inmobiliaria que durante dos décadas rodeó la ciudad de nuevas urbanizaciones alejadas del centro. Esto llevó al gobierno municipal a exigir nuevas líneas a la empresa concesionaria, cuya directiva prefirió entregar el servicio al Ayuntamiento, antes que gastar el poco dinero que le quedaba en comprar los nuevos vehículos que el Ayuntamiento le pedía para ello. La empresa se disolvió en ese mismo año, pues ni siquiera los trabajadores quisieron adquirirla como cooperativa cuando se les hizo esa oferta.
Pese a lo rudimentario del servicio de la época, es importante por ser el origen del mapa de líneas actualmente vigente. La línea 1 sigue uniendo Aldea Moret con un lugar relativamente cercano a Pinilla, aunque ya no llega a este último barrio y ha visto modificado su recorrido. La línea 2 sigue uniendo el centro de la ciudad con el entorno de Llopis Ivorra, aunque ahora es mucho más larga. El Museo de Historia de la Computación de Majadas de Tiétar alberga el ordenador que utilizaba Augosa, un Ericsson Portable PC de 1985, donado al museo por Luis Críspulo Gómez.

### Busursa (1988-2011)
El Ayuntamiento de Cáceres no estaba dispuesto a hacerse cargo de la gestión directa de las líneas de autobús, debido a la burocracia que dicha gestión conllevaría. Ante esta situación, el gobierno local de Carlos Sánchez Polo convocó con urgencia un nuevo concurso, que antes de terminar 1988 resultó adjudicado a una empresa madrileña de mayor tamaño, llamada "Autobuses Urbanos del Sur", de nombre abreviado "Busursa". La adjudicación se hizo por diez años, prorrogándose en el concurso de 1999 con una segunda adjudicación a la misma empresa, que se preveía que terminase en 2014.
En 1989, Busursa sustituyó el sistema rudimentario de dos líneas de Augosa por una estructura en forma de estrella, consistente en siete líneas que partían del centro de la ciudad y llegaban hasta un lugar periférico. La línea 1 adoptó su forma actual, al dejar de llegar a Pinilla y quedarse en los alrededores de la plaza de toros. La línea 2 pasó a ser la única que unía dos puntos periféricos, al ampliar su recorrido hacia Pinilla. Las nuevas líneas, enumeradas del 3 al 7, unían el centro de la ciudad respectivamente con el nuevo campus universitario, Valdesalor, el polígono industrial Las Capellanías, Ribera del Marco y Charca Musia.
Para hacer funcionar todas esas líneas, Busursa aportó más de veinte vehículos de marca Pegaso, de los cuales trajo en un principio la mitad de Madrid, y la otra mitad los compró expresamente para la red cacereña en la primavera de 1989. Desde entonces y durante un cuarto de siglo, los autobuses cacereños se distinguieron por ser de color rojo con algunas franjas blancas. Con esta nueva estética, los vehículos se fueron renovando a partir de 1993, cuando se compraron tres autobuses suecos Scania para reforzar el servicio al campus universitario. Busursa también mejoró el servicio para los pasajeros mediante la eliminación del molinete, que no desapareció definitivamente hasta la década de 1990, y la creación de un bono de diez viajes. Este último fue creado en 1989 como una tarjeta de cartón, pero con el tiempo evolucionó hacia una tarjeta electrónica ID-1 con circuito integrado, lo que permitió crear una segunda tarjeta para abono mensual; en 2015, ambas acabarían sustituidas por las actuales tarjetas de pago sin contacto.
Pese a que la nueva empresa demostró tener una mayor capacidad económica que la empresa anterior, tuvo que enfrentarse a una situación política muy complicada, como consecuencia de la burbuja inmobiliaria de la época. Esta burbuja hizo que la población de Cáceres creciera en estos años a una media de mil habitantes más al año. Sin embargo, el mecanismo de crecimiento que había planificado el Ayuntamiento de Cáceres (compartido con otras localidades importantes de la región) padecía un grave error de base de pirámide. En una ciudad donde no se fomentaron grandes industrias destacables, se atrajo con buenas condiciones laborales a los jóvenes de las zonas rurales de la provincia, quienes trabajaban como operarios en la construcción de nuevas viviendas. La trampa oculta residía en que los nuevos propietarios (generalmente hipotecados por el elevado precio) eran mayoritariamente otros jóvenes de esas zonas rurales, que principalmente venían a trabajar al propio sector de la construcción, para construir nuevas viviendas para el siguiente turno de nuevos habitantes. Era un mecanismo económico que se retroalimentaba, pero que dependía de que en los pueblos siguiera habiendo un número infinito y creciente de cada vez más jóvenes interesados en ir a Cáceres.
La realidad era que ese infinito no existía, pues muchas localidades rurales de la penillanura trujillano-cacereña comenzaron entonces a perder población joven por este éxodo rural generado artificialmente, que concentró a la población de la provincia en sus principales localidades. En torno al año 2010, cuando en este entorno rural no quedaban más jóvenes interesados en ir a Cáceres, el negocio de vender nuevas viviendas en barrios periféricos se arruinó, arrastrando a la ruina a casi toda la economía local. Los obreros pasaron a ser parados, se abandonaron muchas viviendas por no poder pagarse las elevadas hipotecas y numerosos negocios comenzaron a quebrar. Esta crisis iniciada en 2008 existió en gran parte de España, pero Cáceres fue uno de los lugares más afectados por no haber diversificado su economía más allá de la construcción, además de por haber provocado un daño gravísimo a las zonas rurales de su entorno. Hablar de trabajar en la construcción en Cáceres se convirtió en un tabú para las nuevas generaciones, y a las empresas del sector les costaría encontrar trabajadores en las décadas siguientes. Todas estas circunstancias afectaron durante más de un cuarto de siglo al desarrollo del autobús urbano, que como servicio público debía adaptarse a las circunstancias de la ciudad por la que circulaba, y dichas circunstancias eran muy cambiantes en esta época.
Durante los años anteriores al estallido de la burbuja, el autobús urbano cacereño vivió continuamente pendiente de la construcción de los nuevos barrios. En estos años, no era infrecuente que en mitad de la nada apareciera una urbanización cuyos habitantes se contaran por miles, y lo primero que hacían esos habitantes era constituir una asociación de vecinos que reclamaba tener tantos servicios como los vecinos del centro, lo que incluía las correspondientes paradas de autobús. El ayuntamiento no podía oponerse a ello, pues el crecimiento de la ciudad dependía de que los nuevos barrios diesen imagen de buen funcionamiento a quienes quisieran ser los siguientes en comprar vivienda. Las modificaciones de las líneas de autobús eran constantes, caóticas y en no pocos casos polémicas. Aunque se mantuvo la estructura de 1989, las líneas 2, 4 y 6 sufrieron grandes modificaciones para adaptarse a la nueva ciudad. Al mismo tiempo, la línea 7 de 1989 se integró en la línea 5, y se crearon las nuevas líneas 7, 8 y 9. Sin embargo, lo más notorio fue la creación de líneas de refuerzo de la 3, pues en esta época se construyó el nuevo campus de Cáceres en una zona ultraperiférica, obligando a miles de jóvenes sin coche a desplazarse, diariamente, varios kilómetros desde su vivienda hasta su centro de estudios.
La empresa Busursa logró sobrevivir durante dos décadas a los continuos problemas que le provocaban los cambios en las líneas, pero en torno al año 2010 acabó colapsando económicamente por la situación de crisis que vivía el país. En aquel momento, Busursa era propiedad del grupo empresarial de Gerardo Díaz Ferrán, que tenía graves problemas económicos y estaba al borde del impago. Durante varios años venía cubriendo los malos resultados del autobús de Cáceres con el dinero que obtenía de las líneas de autobús urbano de Getafe, pero al perder esta última concesión comenzó a tener problemas. Además, el Ayuntamiento de Cáceres, golpeado por el estallido de su propia burbuja inmobiliaria, debía varios millones de euros a sus empresas concesionarias, incluyendo la del autobús.
El ayuntamiento tenía un dilema importante: la extensión que había alcanzado el casco urbano hacía imposible cancelar el servicio de autobús, algo que hubiera llevado a la ciudad al caos, pero tanto el ayuntamiento como la empresa estaban cada día más asfixiados económicamente con numerosas deudas. A finales de 2010, Busursa fue finalmente comprada por otro grupo empresarial, que también tenía graves problemas económicos. A principios de 2011, en un contexto de importantes impagos de nóminas a los trabajadores, a la alcaldesa Carmen Heras no le quedó otra opción que comenzar los trámites para la resolución del contrato. En ese momento, tanto la empresa vendedora como la compradora de Busursa estaban bajo embargo judicial preventivo, obstaculizando la alternativa de que una tercera empresa comprara la concesión.

### Subús o Subus (desde 2011)
En enero de 2011, la empresa Subús, procedente de Alicante e integrada en el grupo Vectalia, consiguió llegar a un acuerdo para continuar lo que quedaba del contrato de Busursa, hasta 2014. El acuerdo fue inmediatamente autorizado por el pleno municipal en pocos días, debido a la urgencia de la situación. Subús se hallaba en buena situación económica y ya en aquel momento tenía experiencia en el sector, pues gestionaba los autobuses del TAM en su ciudad de origen y la red de autobús urbano de Albacete, entre otros servicios de transporte. Sin embargo, al llegar a Cáceres se encontraron que tenían que resolver una auténtica catástrofe heredada. La empresa cedente había dejado deudas de más de doscientos mil euros, contando solo el concepto de salarios pendientes de pago de 2010, mientras que el ayuntamiento debía a dicha empresa cedente más de ocho millones de euros.
La llegada de una nueva empresa con experiencia permitió analizar detenidamente el origen del problema que padecía la red. Ante la necesidad de contentar a todos los barrios nuevos durante los años de burbuja inmobiliaria, el ayuntamiento no había planificado bien las líneas, lo que había provocado el enorme agujero en las cuentas de los autobuses urbanos, con las correspondientes consecuencias económicas para Busursa. En la nueva empresa se sabía que los problemas continuarían si no se tomaban medidas correctivas, especialmente porque el elevado número de parados que tenía la ciudad había dejado de usar los autobuses, al no tener que desplazarse a ningún puesto de trabajo. Ante el escándalo que provocó en la ciudad la crisis de Busursa, se comenzó a reflexionar sobre cómo remodelar las líneas de autobús para hacerlas más eficientes. Sin embargo, la única remodelación relevante que se hizo en 2011 fue ampliar la línea 7, para que llegara hasta el nuevo barrio de Casa Plata.
A mediados de 2012, el gobierno local comenzó a ejecutar recortes en las líneas para cuadrar las cuentas. Los recortes consistieron en incrementar la frecuencia de paso de la mayoría de líneas, aunque también se hicieron modificaciones de trazado, como ir al Residencial Universidad por la línea 6 en lugar de por la línea 3. Se esperaba ahorrar medio millón de euros con esto, pero el agujero del año anterior había sido de cuatro millones, y además las asociaciones de vecinos comenzaron a movilizarse contra los recortes. La situación en aquel momento era de tal tensión que la empresa había llegado a despedir a un conductor porque dos usuarios no encontraban sus billetes, por un valor total de 1,50 euros. Mientras tanto, se tramitaba el concurso de acreedores de la antigua empresa Busursa, en el que el ayuntamiento cacereño participaba como acreedor y como deudor.
En 2013, el ayuntamiento aprobó nuevos recortes en las líneas. El objetivo ya no era únicamente salvar las cuentas, sino también tranquilizar a las posibles empresas candidatas del concurso que tenía que convocarse al año siguiente. Para dar una imagen de servicio rentable, además de volver a incrementarse las frecuencias de paso de varias líneas, se hicieron recortes en aquellos servicios que daban imagen de circular sin pasajeros. Se suprimió el autobús del Ferial, que dejó de existir como línea y pasó a ser un servicio excepcional en días festivos. Valdesalor quedó excluido de la línea 4, y pasó a tener un servicio limitado denominado "línea 40". El autobús nocturno quedó limitado a los sábados y Rincón de Ballesteros pasó a tener solamente un servicio semanal los miércoles.
Finalmente, el ayuntamiento logró convocar en 2014 el nuevo concurso que pondría fin a la crisis de Busursa, a fin de encontrar una empresa que gestionase el servicio hasta 2024, prorrogable hasta 2027. Subús mostró interés en continuar, al considerar aceptables las decisiones que había ido tomando el ayuntamiento en los tres años anteriores. Sin embargo, tuvo que competir contra otras tres grandes empresas: Transportes Rober, CTSA-Portillo y Transportes Unidos de Asturias. Subús logró ganar el concurso con un importante plan para reducir el déficit del servicio. La concesión se produjo en una ciudad devastada por el desempleo, que aquel año marcó su pico, con doce mil parados en una población que apenas superaba los noventa mil habitantes. El alto nivel de paro se resolvería durante los años de esta concesión mediante un estancamiento demográfico, que frenó la expansión del casco urbano; con ello, el ayuntamiento pudo planificar la estabilización de las líneas.
Ese mismo año se aplicó el nuevo mapa de líneas del contrato firmado por Subús, diseñado con la intención de ser el primer mapa de líneas estable en dos décadas. Aunque se suprimieron los servicios nocturnos, el nuevo mapa no se basó en recortes, ya que el nuevo contrato incluía métodos para reducir el déficit por otras vías. De este modo, se amplió la línea 5 hasta Vistahermosa, la línea 8 hasta el sur de Aldea Moret y la línea 9 hasta El Junquillo. Sin embargo, se creó una línea 10 con lo que hasta entonces era la mitad septentrional del trazado de las líneas 8 y 9, que pasaron a llegar solamente hasta la zona del paseo de Cánovas. Esto último provocó gran indignación entre los vecinos del distrito Norte, que vieron cómo tenían que hacer un transbordo forzoso en numerosos viajes que hasta ahora hacían con una sola línea.
Como Subus ya era concesionaria y no una simple empresa sustituta, comenzó a elaborar una serie de estudios con los que propuso al ayuntamiento el que sería por fin un mapa estable de líneas. Entre 2014 y 2017 se fusionaron las líneas que tenían inicio en el paseo de Cánovas y final a las afueras: la línea 10 se integró en la línea 8 y la línea 9 se integró en la línea 4. También desapareció la línea 40, cuya función pasaron a hacer viajes específicos de la línea 4. En esta misma época se fueron sustituyendo los autobuses rojos de la época de Busursa por nuevos autobuses de color verde.
El mapa del autobús urbano de 2017 ha sido el más estable que ha tenido Cáceres en más de treinta años, pues en la década siguiente solamente se han hecho modificaciones mínimas, debido al estancamiento demográfico y urbanístico que sufre la ciudad. La modificación más relevante en estos años fue la de la línea 3 en 2019, que se reorganizó para dar servicio al nuevo hospital y a varios centros de salud.
En 2024 se decidió activar la prórroga de la concesión, lo que permitirá a Subus continuar como concesionaria probablemente hasta 2027, cuando el ayuntamiento convocará un nuevo concurso, en el que se decidirá si esta empresa continúa o aparece una cuarta empresa en la historia de los autobuses urbanos cacereños.

## Líneas
El autobús urbano se Cáceres se estructura en torno a las siguientes ocho líneas regulares:
| Línea   | Cabecera                 | Destino                 | Observaciones                                                                                             | Paradas |
| ------- | ------------------------ | ----------------------- | --- | ------- |
| Línea 1 | Plaza Obispo Galarza     | Aldea Moret             | Recorrido fijo                                                                                            | 20      |
| Línea 2 | Mejostilla               | Espíritu Santo          | Recorrido fijo                                                                                            | 41      |
| Línea 3 | Nuevo Cáceres            | Hospital Universitario  | Varía su recorrido en el campus universitario dependiendo del funcionamiento de las líneas universitarias | 42      |
| Línea 4 | El Junquillo             | Cefot                   | Incluye viajes específicos al interior de Ceres Golf y a Valdesalor                                       | 53      |
| Línea 5 | Polígono Las Capellanías | Polígono Charca Musia   | Su recorrido en Las Capellanías varía los fines de semana para dar servicio al estadio Príncipe Felipe    | 42      |
| Línea 6 | Plaza Obispo Galarza     | Residencial Universidad | Recorrido fijo, pero circular y solo en sentido horario                                                   | 20      |
| Línea 7 | R-66-A El Arco           | Casa Plata              | Recorrido fijo                                                                                            | 42      |
| Línea 8 | Cáceres El Viejo         | Sierra de San Pedro     | Recorrido fijo                                                                                            | 51      |

Además de las ocho líneas regulares mencionadas, existen tres líneas que hacen rutas específicas para facilitar el acceso al campus de Cáceres de la Universidad de Extremadura, únicamente en días lectivos. Debido a la ubicación periférica de este campus y a que la mayoría de los estudiantes no disponen de vehículo propio, son líneas de gran importancia pese a no formar parte de la enumeración principal. Las líneas son las siguientes:
| Línea               | Cabecera                                                                  | Destino              | Observaciones                                 | Paradas |
| ------------------- | ------------------------------------------------------------------------- | -------------------- | --------------------------------------------- | ------- |
| Línea Campus        | Plaza de América                                                          | Campus Universitario | Solamente días lectivos                       | 21      |
| Refuerzo Campus     | Nuevo Cáceres                                                             | Campus Universitario | Solamente horas determinadas de días lectivos | 31      |
| Refuerzo Mejostilla | Línea triangular (Mejostilla o la plaza de toros, dependiendo de la ruta) | Campus Universitario | Solamente horas punta de días lectivos        | 23      |

Por último, además de las once líneas señaladas, existen tres rutas que el mapa oficial no considera actualmente líneas, sino más bien servicios excepcionales: servicios a petición previa para ir a Cáceres desde Estación Arroyo-Malpartida o Rincón de Ballesteros (solo funcionan los lunes, miércoles y viernes por la mañana, con un viaje de vuelta al mediodía) y una ruta en determinados días festivos que lleva al Ferial.

## Usuarios

### Billetes y abonos
El autobús urbano de Cáceres posee un complejo sistema de billetes y bonos que permiten a los pasajeros hacer uso del servicio. De forma ordinaria, un pasajero puede adquirir un billete común para montar una sola vez, cuyo precio en 2024 (según normativa municipal, y sin tener en cuenta posibles descuentos) era de 1,10 €. Sin embargo, por veinte céntimos más es posible adquirir un billete especial que permite hacer un trasbordo a una línea cercana. Este billete especial se implantó en 2017, en respuesta a la polémica surgida por la creación de la línea 10.
Además de mediante billetes, es posible acceder al autobús urbano de Cáceres mediante un sistema de títulos de transporte electrónicos que desde 2015 está formado por tarjetas de pago sin contacto. A fecha de 2024, existen la tarjeta verde (conocida como el "bonobús", que funciona como un acumulador de billetes con descuento), la granate (similar a la verde, pero admite trasbordos como el billete combinado), la naranja (abono mensual, que permite viajes sin límites por 29 € al mes), la azul (pase excepcional que otorga el Instituto Municipal de Asuntos Sociales), la rosa (tarjeta con descuentos para familias numerosas de categoría general) y la morada (pase excepcional para familias numerosas de categoría especial).
Desde finales de la década de 2010, como consecuencia de la situación de estancamiento económico y demográfico que sufre la ciudad desde el estallido de la burbuja inmobiliaria, existe un amplio debate político sobre la posible aplicación de descuentos en el autobús urbano de Cáceres, o incluso la posible evolución a un sistema de financiación completamente con fondos públicos, donde los usuarios no tengan que pagar billete o abono. Aunque al principio este debate solamente se refería a los billetes combinados, personas necesitadas y familias numerosas, en la década de 2020 se ha experimentado con descuentos generalizados en todos los abonos. Estos descuentos se han ido aplicando temporalmente según llegaban ayudas estatales al transporte público, volviendo posteriormente los abonos a su precio ordinario.
A pesar de las buenas intenciones, la rebaja en los precios del autobús ha generado problemas graves de incivismo, protagonizados principalmente por menores de dieciséis años, a los que en estos años se les ha dado el derecho a viajar gratis, algo que normalmente corresponde a los menores de cuatro años. En 2024 se hizo pública una campaña de sensibilización sobre este tema, y la prensa recogió testimonios de conductores sobre los hechos acontecidos en esta época de descuentos, que incluían insultos y amenazas a conductores y usuarios e incluso peleas en el interior del vehículo. Estas circunstancias se están usando como argumento para no continuar con los descuentos en el transporte, aunque por el momento sigue siendo un debate abierto.

### Estadísticas
En 2023, el autobús urbano de Cáceres tuvo un total de 5 424 504 usos. En principio, esto significaría que, de media, cada habitante de la ciudad habría subido al autobús un total de 56 veces, utilizando el servicio poco más que una vez a la semana (o una vez cada dos semanas, si cada viaje de ida fuese luego acompañado de uno de vuelta). Esta media se calcula sin tener en cuenta que gran parte de los usuarios de los autobuses urbanos son personas de fuera de Cáceres, destacando entre ellos los estudiantes universitarios, lo que da una idea del limitadísimo uso que dan muchos cacereños al servicio de transporte público. La línea más utilizada es la línea 8, que concentra el 22,3% de los usos; sin embargo, si se suman los usos del servicio ordinario de la línea 3 con sus tres líneas auxiliares del campus, entre las cuatro superan a la línea 8 y forman la ruta más utilizada, al acumular el 26,4%. La distribución por líneas de los usos en 2023 era la siguiente:
| Línea o servicio                                                                                            | Usos anuales en 2023 (cuota sobre el uso total) |
| --- | ----------------------------------------------- |
| Línea 8 | 1 209 453 (22,3%)                               |
| Línea 2 | 930 277 (17,1%)                                 |
| Línea Campus · (línea especial, solo funciona en días lectivos)                                             | 752 569 (13,8%)                                 |
| Línea 1 | 557 772 (10,2%)                                 |
| Línea 7 | 535 697 (9,8%)                                  |
| Línea 3 | 503 299 (9,2%)                                  |
| Línea 4 | 409 783 (7,5%)                                  |
| Línea 5 | 248 809 (4,5%)                                  |
| Refuerzo Campus · (línea especial, solo funciona en días lectivos a determinadas horas)                     | 118 365 (2,1%)                                  |
| Servicio extraordinario al Ferial (no considerado línea, solo funciona en fiestas señaladas)                | 68 039 (1,2%)                                   |
| Línea 6 | 53 339 (0,9%)                                   |
| Refuerzo Mejostilla (línea especial, solo funciona en horas punta de días lectivos)                         | 36 917 (0,6%)                                   |
| Servicio extraordinario de Rincón de Ballesteros (no considerado línea, solo funciona previa petición)      | 137 (uso muy escaso)                            |
| Servicio extraordinario de Estación Arroyo-Malpartida (no considerado línea, solo funciona previa petición) | 48 (uso muy escaso)                             |

## Infraestructura

### Sede
El autobús urbano de Cáceres tiene su sede en el barrio de Nuevo Cáceres, junto a la estación de autobuses interurbanos y junto a la avenida de la Hispanidad. Las instalaciones se inauguraron en 2017 y están formadas por una parcela de más de cinco mil metros cuadrados, situada casi en el centro de la ciudad y destinada a cochera, mantenimiento de vehículos, oficinas y atención al público. Antes de 2017, los autobuses se guardaban en el polígono industrial Las Capellanías a las afueras de la ciudad, lo que suponía un gasto inútil de unos 140 000 euros anuales, por los kilómetros que los vehículos tenían que recorrer vacíos todas las noches.
Las nuevas instalaciones fueron sufragadas por Subús como parte del contrato firmado en 2014, y costaron un millón de euros a la empresa, que se rentabilizarían en seis años con el ahorro de combustible. En 2017 se decidió también establecer en las nuevas instalaciones el punto de venta de abonos, que hasta entonces se hallaba en un local junto al paseo de Cánovas, cuya ubicación céntrica suponía otro gasto excesivo para la empresa.

### Paradas
Las paradas del autobús, dependiendo de la importancia y de la amplitud de la vía en la que se ubican, pueden estar marcadas por una marquesina o por un simple poste. Cuando existe marquesina, no es una edificación como las paradas de autobús interurbano de la mayoría de municipios de esta provincia: se trata simplemente de una estructura metálica y acristalada, de la que cuelga una cubierta en la parte superior, y a la que se adhiere un banco para sentarse en la parte baja. Las marquesinas cacereñas ni siquiera tienen cierre lateral, aunque suelen acompañarse de una estructura publicitaria.
Desde 2015, en algunas paradas se han instalado paneles informativos sobre la llegada de los próximos vehículos; este sistema solamente funciona en las paradas principales, ya que esta información se puede consultar a través de la página web con el teléfono móvil. En 2021, el ayuntamiento invirtió casi noventa mil euros en un nuevo proyecto para mejorar la accesibilidad de las paradas.

### Flota
A fecha de 2023, el autobús urbano de Cáceres contaba con una flota de 40 vehículos, de los cuales 32 eran autobuses de doce metros, 6 autobuses articulados (destinados principalmente a la línea del campus) y 2 microbuses (destinados principalmente a la línea 6). Según su fuente de energía, 32 usaban diésel, 7 eran híbridos y 1 eléctrico. El Mercedes-Benz Citaro es el principal vehículo utilizado por la actual compañía, pues 23 de este modelo fueron adquiridos en 2015, cuando se sustituyeron los vehículos rojos de Busursa por los actuales vehículos de color verde; sin embargo, también se usan vehículos de otras marcas, como MAN SE, a la que se adquirió en 2023 el primer vehículo eléctrico de la red.

### Conexión con otros transportes
El punto en el que se cruzan las ocho líneas regulares es el extremo norte del paseo de Cánovas: todas las líneas cuentan con parada a escasos metros de dicho punto. Dicha parada puede ubicarse o bien en la avenida Clara Campoamor o bien en la salida hacia la plaza Obispo Galarza. Existe un segundo punto en el que casi se cruzan todas las líneas, que es la avenida de la Hispanidad en el entorno de la estación de autobuses interurbanos; sin embargo, las paradas aquí están más dispersas, la línea 5 pasa por un punto ligeramente alejado y la línea 6 no pasa por aquí.
Como consecuencia de lo expuesto, es posible ir a cualquier punto de la red de autobuses haciendo uso de un solo trasbordo. Además, seis de las ocho líneas regulares dan acceso directo o casi directo a la estación de autobuses interurbanos y a la vecina estación de ferrocarril. Los autobuses están también completamente conectados al servicio de taxi, pues una de las paradas fijas de los taxistas cacereños se ubica en la citada avenida Clara Campoamor, donde se cruzan las ocho líneas regulares de autobús.
A diferencia de lo que ya ocurre en capitales de provincias vecinas como Salamanca, Ávila o Toledo, la ciudad de Cáceres carece de algún tipo de red estructurada de transportes que dé un servicio coordinado a los municipios de su entorno directo. Para ir a cualquier municipio rural de la penillanura trujillano-cacereña, es necesario hacer uso de su correspondiente línea de autobús interurbano, cada una de las cuales es operada por una empresa distinta y tiene su propio funcionamiento, sin que la Junta de Extremadura haya promocionado los viajes con un mapa "metropolitano" o "periurbano" de líneas. Si el municipio rural tiene suerte de hallarse en una carretera importante, tendrá varios autobuses al día; en caso contrario, solamente tendrá un viaje por la mañana de ida a Cáceres y otro de vuelta por la tarde. En 2011 se iniciaron negociaciones entre los alcaldes de Malpartida y Cáceres para integrar a Malpartida en una red urbana de transportes, pero no se ha obtenido resultado más de una década después.